# Mathilde Borsinger-Müller

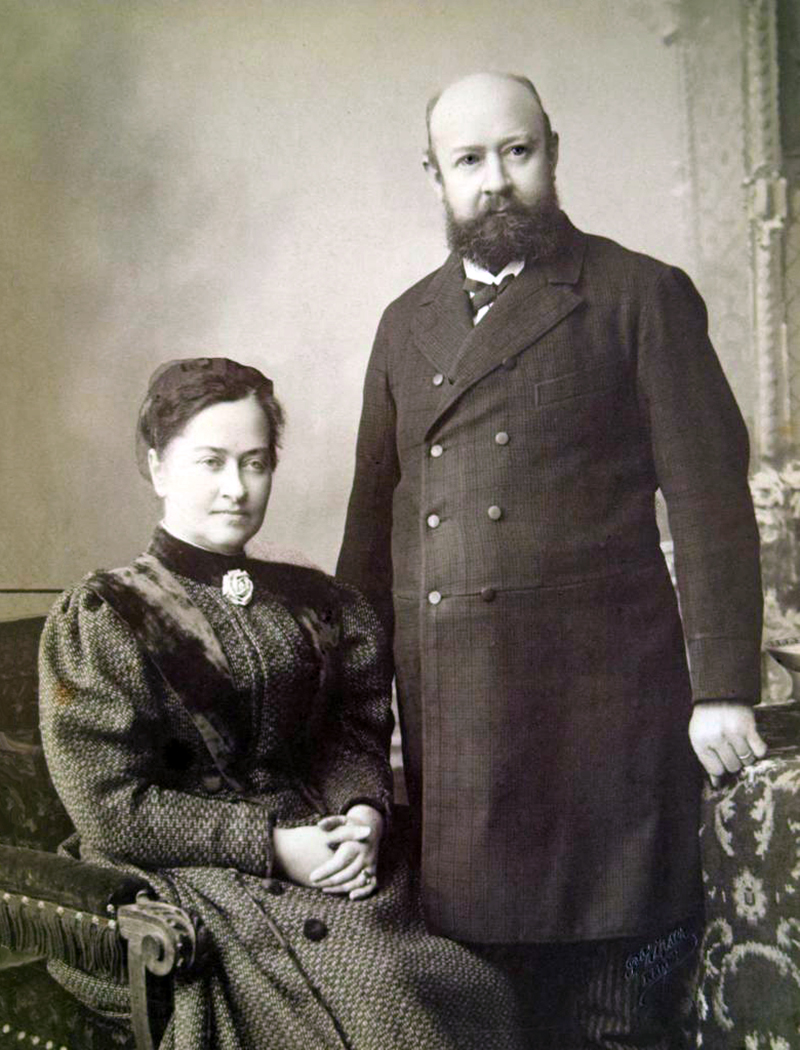
Mathilde und Franz Borsinger, ca. 1890

Mathilde Borsinger-Müller (* 17. Oktober 1851 in Baden AG; † 13. März 1925 ebenda) war eine Schweizer Hotelière in Baden, die nach dem Tod ihres Mannes, des Architekten Franz-Xaver Borsinger, das Hotel Blume eigenständig führte.

## Leben und Arbeit
Mathilde Borsinger-Müller war Tochter von Caspar Müller (1807–1868) und Emerentia Kellersberger und wuchs in der Mittleren Mühle in Baden auf. Sie hatte zwei Brüder, Arnold Müller und Julius Müller. Ihr Vater Caspar betrieb neben der Mühle auch Handel mit Immobilien und Gütern des Klosters Wettingen und des Klösterli Baden und erlangte dadurch erheblichen Wohlstand. Mathilde Borsinger-Müller beendete die Schule 1867 und absolvierte mitunter ein Welschlandjahr. Sie war Mitglied des katholischen Kirchenchors und lernte dort als 19-Jährige ihren künftigen Ehemann Franz-Xaver Caspar Borsinger kennen, der aus der angesehenen Badener Hotelier- und Ratsfamilie Borsinger stammte und dessen Eltern das Hotel Blume führten. Die beiden verlobten sich am 1. Juni 1870 und heirateten am 9. Januar 1871 in der damals noch bestehenden romanischen Dreikönigskapelle. Im gleichen Jahr übernahm Franz-Xaver Casper das Geschäft von seiner Mutter und begann den Grossumbau des Hotels, in dem es seine heutige Form erhielt. Mathilde Borsinger gebar vier Kinder: Paul (1873), Anna (1874), Ida (1876) und Max (1878), wobei das erste Kind bald starb.
Mathilde Borsinger-Müller führte nach dem plötzlichen Tod ihres Mannes im Jahr 1897 das Hotel Blume bis 1909 weiter. Sie leitete unter anderem den Einbau eines Personenliftes oder einer Zentralheizung in das Hotel. Im Jahr 1909 übernahm ihr jüngster Sohn Max Borsinger das Geschäft. Zwischen 1880 und 1915 verfasste sie jeweils einen Jahresbericht, der Grundlage für das 1997 veröffentlichte Sylvesterbuch der Mathilde Borsinger-Müller wurde und der einen umfassenden Einblick in das Familienleben und den Alltag im Hotel bietet.

## Werke
- Das Sylvesterbuch der Mathilde Borsinger-Müller. Familienchronik der Borsinger zur "Blume" in Baden. Transkribiert von Gertrud Huber-Jann. Basler Papiermühle, Schweizerisches Papiermuseum, Basel 1997.